# 15058 Billcooke
15058 Billcooke este un asteroid din centura principală de asteroizi.

## Descriere
15058 Billcooke este un asteroid din centura principală de asteroizi. A fost descoperit pe 22 decembrie 1998 la Kitt Peak National Observatory în cadrul proiectului Spacewatch. Asteroidul prezintă o orbită caracterizată de o semiaxă mare de 3,09 ua, o excentricitate de 0,17 și o înclinație de 5,8° în raport cu ecliptica.